# Clan Azai

Mon du clan Azai.

Le clan Azai (浅井氏, Azai-shi), également traduit en clan Asai, est un clan japonais du Japon médiéval. Le clan fut opposé à Nobunaga Oda à la fin du XVIe siècle et fut défait par celui-ci à la bataille d'Anegawa en 1570. Le clan fut éliminé trois ans plus tard, en 1573, après la chute de leur château d'Odani.
Les Azai étaient liés avec le clan Asakura.

## Membres
- Azai Sukemasa : s'établit au château d'Odani en 1516
- Azai Hisamasa : fils de Sukemasa, défait par le clan Sasaki
- Azai Nagamasa : noua l'alliance avec le clan Asakura et les moines-guerriers du mont Hiei

## Source de la traduction
- (en) Cet article est partiellement ou en totalité issu de l’article de Wikipédia en anglais intitulé « Azai clan » (voir la liste des auteurs).